# Łasza (gmina)
Łasza (1919 alt. Łosza) – dawna gmina wiejska istniejąca do 1939 roku w woj. białostockim (obecnie na Białorusi).

## Historia
W okresie międzywojennym gmina Łasza należała do powiatu grodzieńskiego w woj. białostockim. Według spisu powszechnego z 1921 roku, gminę zamieszkiwało 4269 osób, w tym 2281 (53%) Białorusinów, 1956 (46%) Polaków, 18 Rosjan i 14 Żydów.
16 października 1933 gminę Łasza podzielono na 25 gromad: Balicze, Baranowo, Chlistowicze, Chomiki, Dekałowicze, Doroszewicze, Ferma, Kaleniki, Korozicze, Kowalicze, Kuncowszczyzna, Kuźmicze, Kwasówka Żołnierska, Likówka, Litwinki-Łaniewicze, Łasza, Martowo, Nieciecze, Ogrodniki, Pohorany Dolne, Pohorany Górne (z Kwasówką), Rudawica, Stecki, Sucha Dolina i Swisłocz.
Po wojnie obszar gminy Łasza wszedł w struktury administracyjne Związku Radzieckiego.

## Kwestia siedziby
Nazwa gminy pochodzi od wsi Łasza, jednak nie tu mieściła się za II RP siedziba gminy. Siedzibą urzędu gminy w latach 1920. była nominalnie miejscowość Kwasówka. Nie chodzi jednak o współczesną wieś Kwasówka, lecz o współczesną miejscowość Pohorany Dolne, którą wówczas nazywano Kwasówką (vide położenie Kwasówki na mapie na południe od Rudawicy). Natomiast miejscowość nazywana współcześnie Kwasówką nosiła wówczas nazwę Pohorany. Tam w latach 1930. ulokowano kolejną siedzibę gminy Łasza, a nazwa miejscowości brzmiała wówczas Pohorany-Kwasówka.